# Platja del Saladar
La platja del Saladar (també coneguda com d'Urbanova) és una platja ubicada a l'extrem sud de l'Alacantí (País Valencià), en una zona residencial tranquil·la i en una zona humida d'alt interès mediambiental que antigament va ser una explotació saladora.
La superfície és extensa i d'arena fina, i es troba lluny del nucli urbà. També hi existix una zona reservada per al nudisme al final del passeig marítim, fins al límit amb el terme municipal d'Elx, anomenat platja de les boges. A partir d'Elx la platja hi continua físicament però rep el nom de platja de l'Altet i, més endavant, en la zona urbanitzada, Arenals del Sol.